# Arvid Carlsson
Arvid Carlsson, švedski nevroznanstvenik in farmakolog, nobelovec, * 25. januar 1923, Uppsala, Švedska, † 29. junij 2018, Göteborg, Švedska.
Znan je predvsem po svojih raziskavah dopamina kot živčnega prenašalca in njegove vloge pri Parkinsonovi bolezni. Za svoje delo je leta 2000 prejel Nobelovo nagrado za fiziologijo ali medicino.

## Življenje in delo
Ko je imel tri leta se je družina iz Uppsale preselila v Lund, kjer je njegov oče dobil položaj profesorja na tamkajšnji univerzi. Starša in starejša brat ter sestra so bili družboslovci, on pa se je odločil za študij medicine, ki ga je moral občasno prekiniti zaradi vojaških obveznosti med drugo svetovno vojno. Švedska je bila tisti čas kot nevtralna država skoraj popolnoma izolirana od sveta.
Ob koncu študija se je odločil za raziskovalno kariero in postal sodelavec oddelka za farmakologijo na Univerzi v Lundu, kjer se je ukvarjal z učinki kemičnih sedativov ter stimulansov. Leta 1948 je zamenjal področje in pričel raziskovati privzem kalcijevih soli za farmacevtsko podjetje. Konkretna raziskava ni dala bistvenih rezultatov, je pa uporabil isto tehniko radioaktivnih sledilcev v drug namen - preučevanje presnove kalcija in njegovega privzema v kosti, kar je uporabil za svojo doktorsko disertacijo. Leta 1951 je postal profesor na Univerzi v Lundu in tam poučeval do leta 1958, ko je dobil mesto profesorja na Univerzi v Göteborgu.
V tem času se je ukvarjal s psihološkimi učinki in presnovo različnih učinkovin, kar ga je pripeljalo do odkritja, da je dopamin živčni prenašalec v možganih in ne zgolj prekurzor norepinefrina, kot je bilo takrat uveljavljeno stališče. Razvil je metodo za merjenje količine dopamina v možganih. Z njo je ugotovil, da je te snovi posebej veliko v bazalnih ganglijih, možganski regiji, udeleženi pri motoriki. S poskusi na živalih je demonstriral, da umetno znižanje količine dopamina povzroči izgubo nadzora nad gibi. Učinek je bil podoben simptomom Parkinsonove bolezni, lahko ga je omilil z dodajanjem snovi L-Dopa, prekurzorja dopamina. To odkritje je spodbudilo razvoj terapije, ki še danes predstavlja osnovo za blaženje simptomov v zgodnjih stadijih Parkinsonove bolezni.